# Dusted
Dusted est un groupe canadien de rock indépendant dont les membres sont Brian Borcherdt et Leon Taheny. Leurs chansons sont chantées et écrites par Borcherdt.

## Historique
Borcherdt et Taheny forment Dusted au début de l'année 2012 et sortent leur premier album Total Dust, sous le label Hand Drawn Dracula, le 10 juillet de la même année,,. Toujours en 2012, le groupe joue son album dans plusieurs clubs, notamment le El Macombo à Toronto lors du festival NXNE. 
Six ans plus tard, en 2018, Dusted sort son second album, Blackout Summer. L'album est plus électronique que le premier, qui était beaucoup plus basé sur la basse. La femme de Bordcherdt, Anna Edwards ainsi qu'Anna Ruddick et le batteur Loel Campbell participent à cet album.